# التمیرا، اویلا
التمیرا، اویلا (به اسپانیایی: Altamira, Huila) یک سکونتگاه مسکونی در کلمبیا است که در بخش اویلا واقع شده‌است.